# Félines-sur-Rimandoule
 Félines-sur-Rimandoule  là một xã thuộc tỉnh Drôme trong vùng Rhône-Alpes đông nam nước Pháp. Xã Félines-sur-Rimandoule nằm ở khu vực có độ cao từ 346-969 mét trên mực nước biển.